# Лившиц, Лев Яковлевич
Лев Яковлевич Ли́вшиц (псевдоним — Лев Жаданов; 1920, Мелекесс — 1965, Харьков) — советский литературовед, педагог, литературный и театральный критик. Специализировался на русской и советской литературе и драматургии.

## Биография
Родился 14 августа 1920 года в городе Мелекессе (ныне Димитровград).
Отец — Яков Копелевич (Константинович) Лившиц происходил из рижской семьи богатых лесопромышленников. После революции работал бухгалтером на деревообрабатывающих фабриках.
Мать — Циля Карловна Шейнкман происходила из семьи раввинов и купцов города Жлобин. После революции — домохозяйка. В 1922 году семья переехала в Харьков.
В 1937 году, по окончании средней школы, поступил на историко-филологический факультет Харьковского государственного университета им. М. Горького (ХГУ). С началом Великой Отечественной войны, в 1941 году, ушёл добровольцем на фронт, несмотря на то, что имел бронь как сталинский стипендиат. Служил военным корреспондентом газеты 18-й армии «Знамя Родины», затем политруком в разведке пехоты. Был ранен.
В 1945 году вернулся в Харьков, и окончил университет. Защитил диплом по пьесе «Маскарад» М. Ю. Лермонтова.
В 1947 году Л. Я. Лившиц поступил в аспирантуру при кафедре русской и советской литературы филологического факультета ХГУ. Одновременно стал сотрудником отдела культуры харьковской газеты «Красное знамя». С этого времени начинает регулярно публиковать на её страницах театральные рецензии под псевдонимом Л. Жаданов (нередко совместно с Б. Л. Милявским). Публиковался также со статьями на театральные темы в периодических изданиях Киева и Москвы.
В марте 1949 года был обвинен в космополитизме, исключен из партии и аспирантуры, а также уволен с работы в газете. Подобные обвинения и подобные меры общественного воздействия в то время означали только одно: вскоре будут приняты и меры карательные. В апреле 1950 года Л. Я. Лившиц был арестован и осужден по статье 58 на 10 лет. Отбывал срок в лагере неподалёку от Челябинска. В августе 1954 года был освобожден и вернулся в Харьков.
Восстановился в аспирантуре и всего за 10 месяцев написал диссертацию по новой теме «Драматическая сатира М. Е. Салтыкова-Щедрина „Тени“». После защиты в июне 1955 года, по личному указанию ректора ХГУ академика И. Н. Буланкина, был восстановлен на работе в университете на своей кафедре. В 1957—1959 годах в соавторстве с М. Г. Зельдовичем составил хрестоматию критических материалов «Русская литература XIX века», выпущенную сначала в Харькове, а затем трижды переизданную в Москве, в издательстве «Высшая школа».
В 1957—1965 годах Л. Я. Лившиц провел огромную работу по сбору и систематизации материалов для написания монографии о жизни и творчестве И. Э. Бабеля. В 1963—1964 годах Л. Я. Лившиц напечатал ряд статей о творчестве И. Э. Бабеля, а также опубликовал и републиковал неизвестные и малоизвестные работы Бабеля, сопроводив их научными комментариями.
28 февраля 1965 года Лев Лившиц внезапно умер от приступа сердечной недостаточности.

## Исследование жизни и творчества И. Э. Бабеля
С 1957 года Л. Я. Лившиц начал собирать материалы к творческой биографии Исаака Бабеля, став одним из первых исследователей его жизни и творчества в период так называемой «оттепели». Тесно общаясь с вдовой писателя А. Н. Пирожковой и другими людьми, близко знавшими И. Э. Бабеля, к 1965 году Л. Я. Лившиц собрал наиболее обширный и полный для своего времени бабелевский архив. О ценности этого архива свидетельствует то, что после смерти Лившица в 1965 году его хотел приобрести ЦГАЛИ.
Лившиц является автором статьи «К творческой биографии Исаака Бабеля» (Вопр. лит-ры., 1964, № 4), в которой впервые в истории бабелеведения устанавливается подлинная хронология написания «Одесских рассказов» и «Конармии», принципиальная для творческой эволюции писателя.
В 1963 году в журнале «Искусство кино»(№ 5) Л. Я. Лившицем был опубликован доселе неизвестный киносценарий Бабеля «Старая площадь, 4».
В 1964 году были впервые в советской печати опубликованы рассказы «Закат» (в «Литературной России») и «Фроим Грач» (журнале «Знамя»), подборка отрывков из писем Бабеля к родным и друзьям, а также републикован ряд забытых рассказов («Вдохновение», «Вечер у императрицы», «Мама, Римма и Алла», «Гапа Гужва», «Сулак»).
Посмертно была опубликована статья Л. Я. Лившица о драматургии Бабеля: от «Одесских рассказов» к «Закату».

## Литературно-общественная деятельность
Особое место в жизни Льва Лившица в последнее десятилетие занимала педагогическая и просветительская деятельность. Он видел в ней важный инструмент прививки «антисталинизма» подрастающему поколению. В эти годы он стал организатором литературных и поэтических вечеров в Центральном лектории Харькова. С большим успехом прошли вечера Бориса Слуцкого, с которым его и Б. Л. Милявского связывала дружба со студенческих времен, Давида Самойлова, Юрия Левитанского, Евгения Евтушенко.
В 1964 году Лев Лившиц организовал вечер, посвященный семидесятилетию со дня рождения И. Э. Бабеля, на котором впервые выступил со своими воспоминаниями о писателе мемуарист Г. Н. Мунблит. В 1961 году Л. Я. Лившицу удалось также организовать первый на территории СССР официальный вечер авторской песни Булата Окуджавы, с которым его связывали дружеские отношения.
«Совершенно особое место среди созвездия литературных имен в нашем доме принадлежало Окуджаве и его песням. Отец познакомился с ним в Москве, во время поездок, связанных с работой по сбору материалов к биографии Бабеля, в самом конце пятидесятых, и стал привозить его записи из каждой поездки. Но аудитория не ограничивалась кругом семьи и друзей. Наш дом вскоре стал в Харькове „рассадником“ творчества Окуджавы, а отец — его категорическим апологетом, стремившимся приобщить к его песням как можно больше молодежи» (Из воспомианий Т. Л. Лившиц-Азаз).

## Память
С 1996 года в Харьковском национальном педагогическом университете имени Г. С. Сковороды проходят ежегодные Международные чтения молодых ученых (до 44 лет) памяти Льва Яковлевича Лившица, основанные Б. Л. Милявским.
Эти Чтения, в настоящее время руководимые Е. А. Андрущенко и Е. Т. Русабровым, оказались необычайно важными и для устроителей и для их участников, так как дали возможность многим начинающим филологам, театроведам, культурологам и представителям ряда других гуманитарных профессий сделать первые шаги в науке. Главным образом, темы докладов и сообщений касаются литературоведения, истории драматургии и истории театра, сатиры… Названы эти собрания молодых гуманитариев международными, потому что в разные годы в них принимали участие начинающие исследователи не только с Украины, но и из России, Израиля, Швейцарии, Германии, Ирана и ряда других стран. За время проведения Чтений их постоянные участники повышали свою квалификацию: пятеро из них стали докторами наук, четверо подготовили к защите диссертации на соискание степени доктора, двадцать семь защитили диссертацию на соискание степени кандидата наук.
Сложившаяся традиция Чтений поддерживается Фондом Л. Я. Лившица, созданным в 1995 г. его детьми, репатриировавшимися в Израиль в конце 1970-х гг. — Татьяной Азаз-Лившиц и Яковом Лившицем (до недавнего времени — членом Иерусалимского муниципалитета). Фонд видит в деятельности Чтений лучший способ увековечения памяти выдающегося ученого и педагога.
Деятельность Фонда осуществляется при активнейшем участии Б. Милявского, которого можно назвать «главным архитектором» возвращения имени и наследия Льва Лившица. Он был не только основателем Чтений, но инициатором первого издания мемуарного сборника «О Леве Лившице. Воспоминания друзей», вышедшего в Харькове в 1997 г. (Третье, перераб. и дополненное, издание этого сборника, подготовленное Б. Л. Милявским и Т. Л. Азаз-Лившиц, вышло в 2007 г. в Иерусалиме, в издательстве «Филобиблон»).
Б. Милявский, вместе с Т. Л. Азаз-Лившиц, подготовили к печати также сборник избранных трудов Льва Лившица «Вопреки времени» (Иерусалим: «Филобиблон», 1998), вызвавшем свыше десятка печатных откликов и рецензий.

## Семья
- Жена — Ольга Давидовна (урождённая Жеребчевская, 1949—1982). Дочь — Татьяна Львовна Лившиц-Азаз (род. 1946), микробиолог[1].

### Книги
1. Русская литература XIX в.: Хрестоматия критических материалов / Сост. М. Г. Зельдович и Л. Я. Лившиц; под ред. М. П. Легавки. Харьков: Изд-во Харьковского гос. ун-та им. А. М. Горького, 1959. — Вып. I (285 с.), вып. II (356 с.).
То же / Сост. М. Г. Зельдович и Л. Я. Лившиц. — Изд. 2-е перераб. — М.: Высшая школа, 1964. — 551 с.
То же. — Изд. 3-е, испр. — М.: Высшая школа, 1967. — 536 с.
То же. — Изд. 4-е, испр. — М.: Высшая школа, 1975. — 456 с.
2. «Вопреки времени»: Избранные работы / Сост. Б. Л. Милявский, Т. Л. Лившиц-Азаз. — Иерусалим; Харьков: изд-во «Филобиблон», 1999. — 400 с.: ил. — (Содерж.: Драматическая сатира М. Е. Салтыкова-Щедрина «Тени»; статьи об И. Э. Бабеле; из театральных рецензий 40-х годов. + Прилож.: Фрагменты из воспоминаний друзей и родных; фото из семейного архива).

### Статьи
1. Драматическая сатира М. Е. Салтыкова-Щедрина «Тени»: Автореферат диссертации на соискание ученой степени канд. филологич. наук. — Харьков: Изд-во Харьковского гос. ун-та им. А. М. Горького, 1956.
2. Вопросы теории сатиры // Сов. Украина. 1958. № 4. С. 184—187.
3. Закончены ли «Тени» Салтыкова-Щедрина? // Научные доклады высшей школы: Филологич. науки. 1960. № 4. С. 142—145.
4. «Народ з такою багатою душою…»: [Лев Толстой и украинская культура] // Прапор. 1960. № 10. С. 91 — 97.
5. Литературоведение и человековедение // Вопросы литературы. 1962. № 5. С. 106—118. — (Совместно с М. Г. Зельдовичем).
6. «Натура бойца»: (О творческой индивидуальности критика) // Вопросы литературы. 1963. № 10. С. 26-49. — (Совместно с М. Г. Зельдовичем).
7. Путь Рахметова или дорога Шалимова? // Научные доклады высшей школы: Филологич. науки. 1963. № 3. С. 162—166.
8. К творческой биографии Исаака Бабеля // Вопросы литературы. 1964. № 4. (Перепечатано в сб. «Вопреки времени». 1999. С. 259—296).
9. Сосуд, светильник и горючее // Вопросы литературы. 1964. № 4. (Перепечатано в сб. «Вопреки времени». 1999. С. 316—321).
10. «Ви, по сутi, романтик…»: [А. М. Горький и И. Э. Бабель] // Прапор. 1964. № 8. С. 96-99.
11. От «Одесских рассказов» к «Закату». // Памир. 1974. № 6. (Перепечатано в сб. «Вопреки времени». 1999. С. 297—315)

### Театральные рецензии
Рецензии перепечатаны в сб. «Вопреки времени». 1999
1. «Ярослав Мудрый», пьеса И. Кочерги в Харьковском театре им. Т. Г. Шевченко // «Красное знамя». 1946. 28 сент.
2. «Гроза», пьеса А. Н. Островского в Харьковском театре им. Т. Г. Шевченко // «Красное знамя». 1946. 7 апр.
3. О прошлом во имя будущего, пьеса «Егор Булычев и другие» М. Горького в Харьковском театре им. Т. Г. Шевченко // «Красное знамя». 1947. 30 марта.
4. Трудности преодоленные и непреодоленные, пьеса «Софья Ковалевская» братьев Тур в Харьковском театре им. Т. Г. Шевченко. // «Красное знамя». 1948. 28 июня.

### Публикации известных и малоизвестных произведений И. Э. Бабеля
(Подготовка текстов, вступит. ст. и комментарии Л. Я. Лившица)
1. *Закат: Рассказ // Лит. Россия. 1964. 20 нояб. № 47. С. 22-23.
2. *Старая площадь, 4: Киносценарий // Искусство кино. 1963. № 5.
3. Забытые рассказы («Вдохновение», «Элья Исаакович и Маргарита Прокофьевна», «Мама, Римма, и Алла», «Шабос-Нахму», «Вечер императрицы», «Гапа Гужва», «Сулак», «Фроим Грач») // Знамя. 1964. № 8. С. 122—145.
4. *Из писем к друзьям // Знамя. 1964. № 8. С. 146—165.
- — первая публикация

### Книги о Л. Я. Лившице
1. О Леве Лившице. Воспоминания друзей. Издание 3-е, исправленное и дополненное. — Иерусалим, «Филобиблон», 2007